# Municipio de Liberty (condado de Carroll, Arkansas)
El municipio de Liberty (en inglés: Liberty Township) es un municipio ubicado en el condado de Carroll en el estado estadounidense de Arkansas. En el año 2010 tenía una población de 158 habitantes y una densidad poblacional de 3,32 personas por km².

## Geografía
El municipio de Liberty se encuentra ubicado en las coordenadas 36°15′42″N 93°26′49″O / 36.26167, -93.44694. Según la Oficina del Censo de los Estados Unidos, el municipio tiene una superficie total de 47.57 km², de la cual 47,57 km² corresponden a tierra firme y (0 %) 0 km² es agua.

## Demografía
Según el censo de 2010, había 158 personas residiendo en el municipio de Liberty. La densidad de población era de 3,32 hab./km². De los 158 habitantes, el municipio de Liberty estaba compuesto por el 91,77 % blancos, el 1,27 % eran amerindios, el 5,7 % eran de otras razas y el 1,27 % eran de una mezcla de razas. Del total de la población el 6,96 % eran hispanos o latinos de cualquier raza.